# 黄峥
黄峥（1980年4月16日—），中国大陆企业家，拼多多创始人、前董事长与CEO。

## 生平
1998年毕业于杭州外国语学校。2001年偶然的机会结识网易创始人丁磊，又经丁磊举荐给段永平。2002届浙江大学计算机专业生。2004年威斯康星大学麦迪逊分校计算机硕士毕业，毕业后加入谷歌。
2006年黄峥与李开复一起，被派到了中国拓展业务，建立Google中国办公室。同年，段永平以62万美元的价格拍下了巴菲特的午餐，黄峥作为陪同参与。2007年，从谷歌离职创业。
2015年4月，创立拼好货。2016年9月，拼好货、拼多多宣布合并，黄峥担任新公司的董事长兼CEO。2018年7月拼多多在纳斯达克上市，黄峥持股46.8%，市值约138亿美元，拼多多在美國公開募股時有受到涉嫌出售假貨的批評。
2019年以135亿美元资产位列2019福布斯全球億萬富豪榜第94，以1499亿元人民币资产位列福布斯中国富豪榜七。
2020年7月1日，卸任拼多多CEO。2020年12月，根據彭博億萬富豪指數，黃崢財富631億美元，排名全球第15位，亞洲第3位。2021年3月，辞任拼多多董事长，他創立繁星公益基金，将從事食品科学和生命科学领域的研究工作；联合创始人、现任CEO陈磊接棒新一任董事长。
2024年8月，黄峥以486亿美元的身家超越农夫山泉创始人钟睒睒，成为新的中国首富。

## 外部連結
- . ETtoday財經. 2018-10-22  [2019-05-22].